# لیوونی

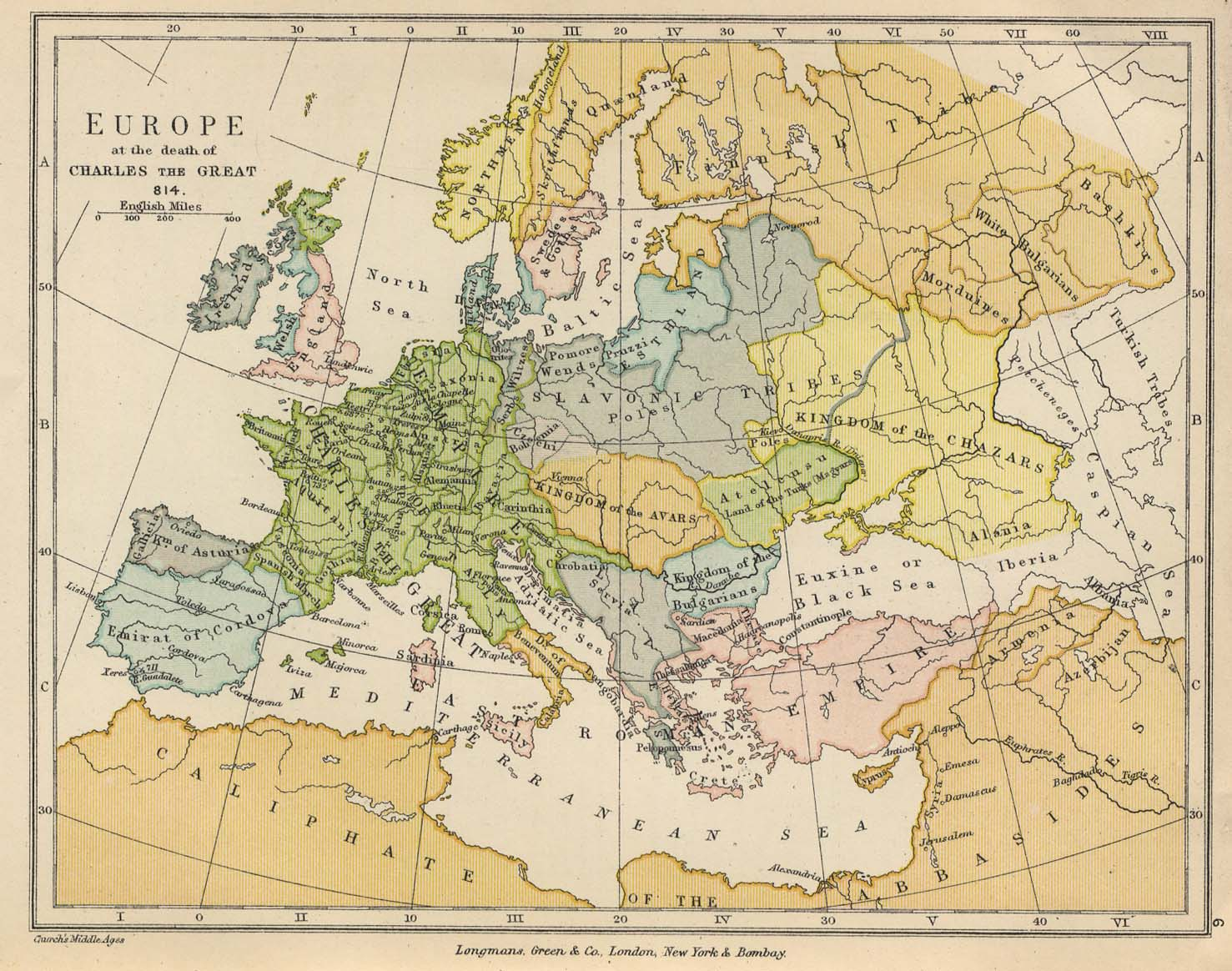
اروپا در قرن 9 میلادی

لیوونی (استونیایی:Liivimaa؛ فنلاندی:Liivinmaa؛ ژرمنی شمالی:Livland؛ لیتونیایی و لیتوانیایی:Livonija؛ لهستانی:Inflanty؛ روسی:Лифляндия ) منطقه‌ای تاریخی و کهن در طول سواحل شرقی دریای بالتیک است. در دوره باستان ، فنلاندی‌ها به پایتختی تورایدا در این سرزمین زندگی می کردند. قدرتمندترین شاه لیوونی باستان، کائوپو نام داشت.
به مرور زمان قلمرو این ناحیه گسترش یافت؛ به طوری که در دوره برادران لیوونی، در شمال غربی به خلیج فنلاند و خلیج ریگا، در شرق به روسیه و دریاچه پیپوس و از جنوب نیز به لیتوانی می رسید.

## نگارخانه

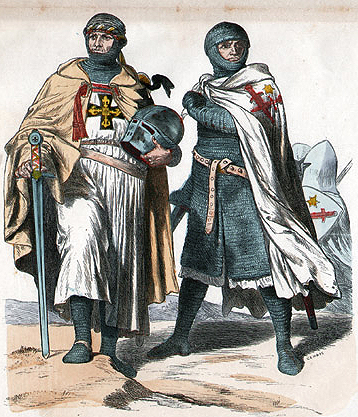
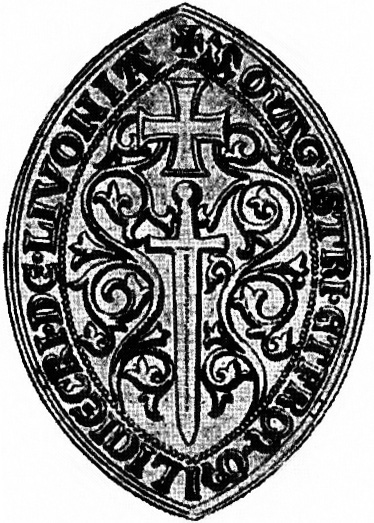